# Cycloneda polita
Cycloneda polita är en skalbaggsart som beskrevs av Thomas Casey 1899. Cycloneda polita ingår i släktet Cycloneda och familjen nyckelpigor. Inga underarter finns listade i Catalogue of Life.